# Джъннин
Джъннин (на китайски: 镇宁县) е автономен сиен в провинция Гуейджоу, южен Китай. Има площ 1709 квадратни километра и население около 287 000 души (2019).
Релефът е нископланински, а в основата на икономиката са селското стопанство и добивната промишленост. Жителите са главно от етническите групи хан, буи и мяо, а основните религии са будизмът и католицизмът.